# 綠苑酒廊
綠苑酒廊（英語：Tavern on the Green）是一家位於美國紐約市曼哈頓上西城中央公園內的美國烹飪餐廳。經營時間是1934年至2009年，其間數次易手。2010年10月15日，原建築成為紐約市公園和娛樂場所管理局經營的遊客中心和商品店，仍用舊名。2014年4月重新開張。
2007年該店總收入達3800萬美元，接待超過50萬顧客，成為美國第二高收入的獨立餐廳（第一是拉斯維加斯威尼斯人酒店中的道家餐廳（Tao restaurant），總收入6700萬美元）。酒廊中有數個廳，在著名的水晶廳中可以看到附近的中央公園。

## 歷史

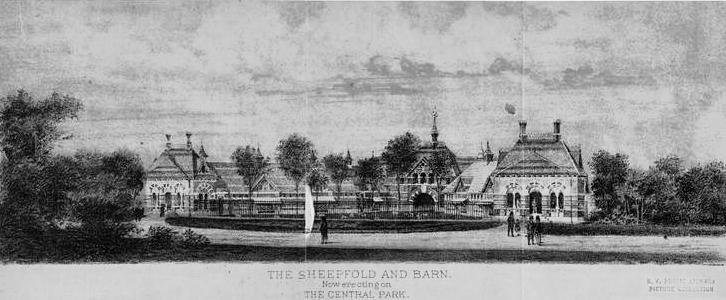
最初的羊圈，1899年

綠苑酒廊的現址在美國紐約市曼哈頓上西城中央公園西和西66街。19世紀后末期這裡只是一個羊圈，圈養放牧在綿羊草地的綿羊。1934年在羅伯·摩斯翻新公園時成爲了餐廳。
1943年，阿諾德·施萊費爾、亞瑟·施萊費爾和朱利葉斯·貝爾曼得到了餐廳經營權。
1962年，喬伊·鮑姆從從施萊費爾等人手中買下了該餐廳。
1974年，華納·勒羅伊掌管綠蔭酒廊的租賃權，投入1000萬美元翻新了酒廊，1976年綠蔭酒廊再次開張，增加了水晶廳並使座位數達到800。2001年勒羅伊去世，酒廊交由他的女兒詹妮弗·奧茲·勒羅伊管理，直到2009年關張。
1980年代的一段時期內，紐約市治安混亂。結果一群暴徒襲擊了綠蔭酒廊，搶走了大量現金。
許多社會名流都經常出入綠蔭酒廊。其前贊助人包括紐約市市長菲奧雷洛·亨利·拉瓜迪亞、女演員葛莉絲·凱莉和費伊·雷等。普利策獎得主羅伯特·奧倫·巴特勒和電影導演沃爾特·希爾都曾在這裡舉行婚禮。因為約翰·藍儂是華納·勒羅伊的鄰居且二人兒子關係不錯，故而1970年代末期約翰·藍儂和他的兒子西恩·列儂多次在綠蔭酒廊里慶祝生日。
2008年5月，酒廊與西田集團宣佈在舊金山市中心的購物中心Metron開設分店，面積40,000平方英尺（3,700平方）。但是到了預定的2009年，計劃卻沒能完成。同年6月，綠蔭酒廊同意支付220萬美元，以解決公平就業機會委員會對其在雇傭員工時的性別和種族歧視提出的訴訟。
2009年8月28日，紐約市公園和娛樂場所管理局拒絕更新酒廊的營業執照，并勒令綠蔭酒廊在2010年1月1日前停止運營并撤走所有傢具。9月，綠蔭酒廊向地區法院申請破產保護。綠蔭酒廊一直營業到2009年12月31日。

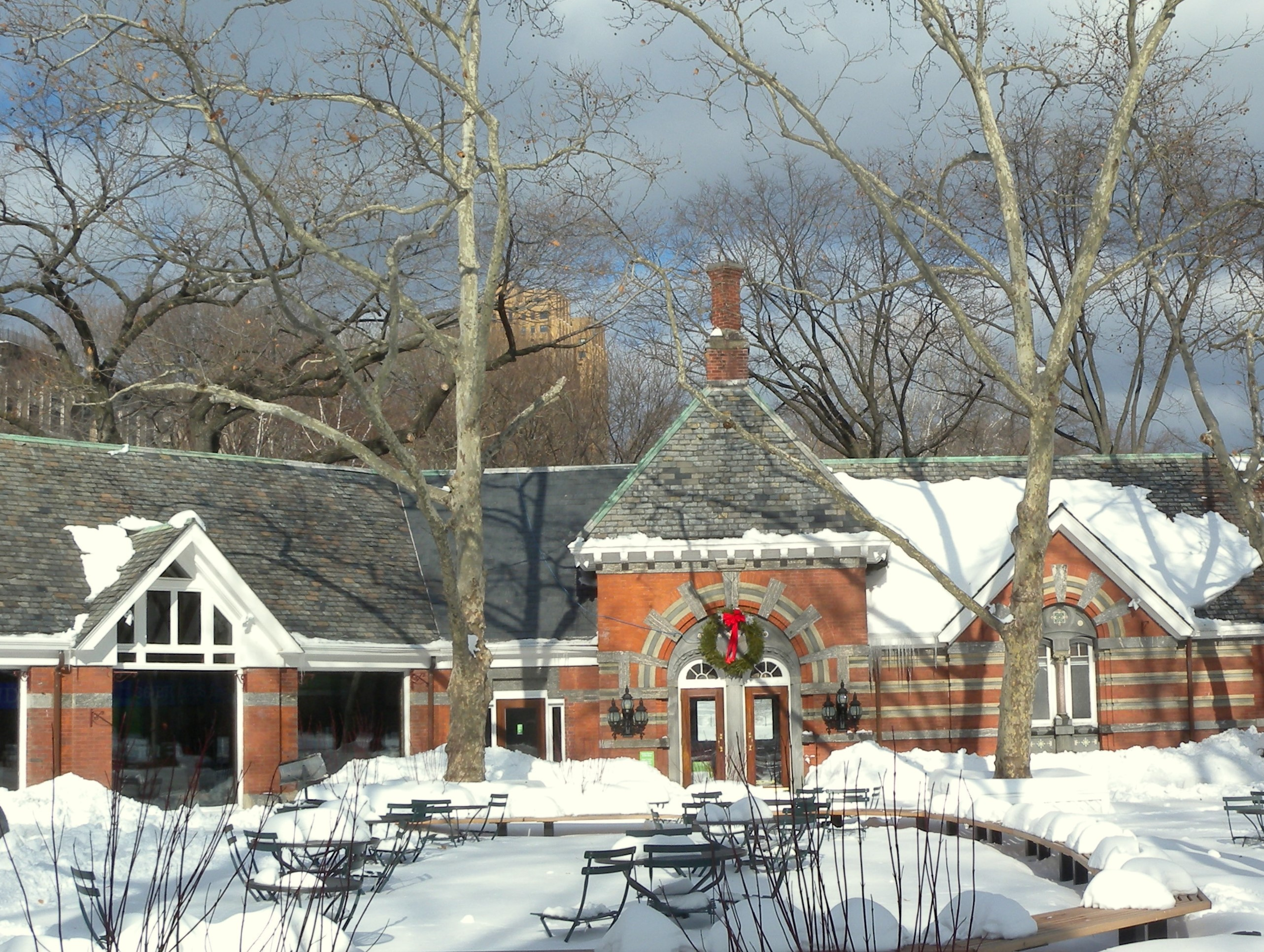
2010年12月開張后的綠蔭酒廊露臺

2010年10月15日，原建築成為紐約市公園和娛樂場所管理局經營的遊客中心和商品店，仍用舊名。水晶廳已經被移除，只展出19世紀的原建築。同時綠蔭酒廊也從私人財產變成了共有地。2014年4月重新開張，5月13日舉行正式的開業典禮。

### 唐納德·川普投資
纽约中央公园的Dean Poll被給予權利重新開設綠蔭酒廊，但是無法與代表原酒廊雇員利益的美國勞工聯合會-產業工會聯合會達成一致。2011年1月，唐納德·川普說他將投資2000萬美元重新開設酒廊，并重建水晶廳，並不會改變酒廊的原名。紐約市市長麥克·彭博和中央公園管理者並沒有對此公開表態。

## 餐廳名字的所有權爭議
2009年10月，在破產法院上，就綠蔭酒廊名字的所有權勒羅伊和紐約市官方產生了爭執。當時其商標被估價1900萬美元。2009年11月，Poll註冊了一個備用名：Tavern in the Park。
2010年4月，地區法院裁決該商標屬於紐約市。法官說：“無可爭議的證據顯示，從1934年起，在中央公園的同一片區域，是紐約市建立并維護著“Tavern on the Green”名下的餐廳。”

## 相關創作

### 百老匯
很多百老匯表演在綠影酒店慶祝其首演之夜，綠苑酒廊也出現在百老匯音樂片《Title of show》中。

### 電影
綠蔭酒廊曾作為素材或直接出現在許多電影中，包括《不結婚的女人》、《情比姊妹深》、《剪刀手愛德華》、《魔鬼剋星》、《迷上癮》 、《製造》、《笑中有淚》、《斯黛拉》、《新城趣事》、《華爾街》、《波普先生的企鵝》和《摩登原始人》。

### 音樂
至少有兩首流行歌曲都引入了綠蔭酒廊，包括嘻哈音樂樂團Nice & Smooth的專輯《Ain't a Damn Thing Changed》和Black Rob的專輯《Harlem World》中的24 Hours to Live。

### 電視
綠蔭酒廊曾出現在電視劇《泰星來客》、《宋飛傳》和動畫片《飛出個未來》中。